# Lansing (Caroline du Nord)
Lansing est une ville américaine située dans le comté d'Ashe en Caroline du Nord. En 2010, sa population était de 158 habitants.

## Traduction
- (en) Cet article est partiellement ou en totalité issu de l’article de Wikipédia en anglais intitulé « Lansing, North Carolina » (voir la liste des auteurs).